# El Patriarca
El Patriarca es un barrio de la periferia de la ciudad de Córdoba (España), perteneciente al distrito Norte-Sierra. Está situado en zona oeste del distrito. Limita al norte y al este con el barrio de El Brillante y al sureste, con el barrio de El Tablero; al sur y al oeste está rodeado de terrenos no urbanizados de la sierra de Córdoba.